# Sporting Kansas City 2019
Questa voce raccoglie le informazioni riguardanti lo Sporting Kansas City nelle competizioni ufficiali della stagione 2019.

## Rosa
| N. |                          | Ruolo | Calciatore       |
| -- | ------------------------ | ----- | ---------------- |
| 1  | Stati Uniti (bandiera)   | P     | Adrián Zendejas  |
| 2  | Ungheria (bandiera)      | D     | Botond Baráth    |
| 4  | Spagna (bandiera)        | D     | Andreu Fontàs    |
| 5  | Stati Uniti (bandiera)   | D     | Matt Besler      |
| 6  | Spagna (bandiera)        | C     | Ilie Sánchez     |
| 7  | Scozia (bandiera)        | A     | Johnny Russell   |
| 8  | Stati Uniti (bandiera)   | D     | Graham Zusi      |
| 9  | Ungheria (bandiera)      | A     | Krisztián Németh |
| 10 | Francia (bandiera)       | C     | Yohan Croizet    |
| 12 | Guinea-Bissau (bandiera) | A     | Gerso Fernandes  |
| 13 | Stati Uniti (bandiera)   | C     | Gianluca Busio   |
| 14 | Liechtenstein (bandiera) | C     | Nicolas Hasler   |
| 15 | Stati Uniti (bandiera)   | D     | Seth Sinovic     |
| 16 | Stati Uniti (bandiera)   | D     | Graham Smith     |
| 17 | Honduras (bandiera)      | C     | Roger Espinoza   |

| N. |                        | Ruolo | Calciatore       |
| -- | ---------------------- | ----- | ---------------- |
| 18 | Stati Uniti (bandiera) | P     | Eric Dick        |
| 19 | Stati Uniti (bandiera) | A     | Erik Hurtado     |
| 20 | Ungheria (bandiera)    | A     | Dániel Sallói    |
| 21 | Cile (bandiera)        | C     | Felipe Gutiérrez |
| 22 | Costa Rica (bandiera)  | C     | Rodney Wallace   |
| 23 | Stati Uniti (bandiera) | A     | Tyler Freeman    |
| 24 | Stati Uniti (bandiera) | C     | Gedion Zelalem   |
| 26 | Stati Uniti (bandiera) | D     | Jaylin Lindsey   |
| 28 | Stati Uniti (bandiera) | D     | Cameron Duke     |
| 29 | Stati Uniti (bandiera) | P     | Tim Melia        |
| 30 | Stati Uniti (bandiera) | C     | Benny Feilhaber  |
| 36 | Portogallo (bandiera)  | D     | Luís Martins     |
| 75 | Stati Uniti (bandiera) | C     | Wan Kuzain       |
| 85 | Colombia (bandiera)    | C     | Felipe Hernández |
| 94 | Colombia (bandiera)    | C     | Jimmy Medranda   |